# Stazione di Roma Aurelia
Stazione di Roma Aurelia vasútállomás Olaszországban, Róma településen.

## Vasútvonalak
Az állomást az alábbi vasútvonalak érintik:
- Pisa–Róma-vasútvonal

## Kapcsolódó állomások
A vasútállomáshoz az alábbi állomások vannak a legközelebb:
- Stazione di Roma San Pietro (Stazione di Roma Termini, FL5)
- Stazione di Maccarese-Fregene (Stazione di Civitavecchia, FL5)